# 모션 JPEG 2000
모션 JPEG 2000(Motion JPEG 2000, MJ2 또는 MJP2)은 MP4 및 퀵타임 형식을 기반으로 하는 JPEG 2000 이미지 및 관련 오디오의 모션 시퀀스용 파일 형식이다. 모션 JPEG 2000 비디오 파일의 파일 이름 확장자는 RFC 3745에 정의된 대로 .mj2 및 .mjp2이다.

## ISO 표준
MJ2는 2001년 11월 JPEG 2000 ISO/IEC 15444에 대한 ISO 표준(ISO/IEC 15444-3:2002)의 파트 3에서 독립형 문서로 처음 정의되었으며 나중에 ISO/IEC 15444-3:2007, ISO/IEC 15444-3:2007/Amd 1:2010, 아카이빙 애플리케이션을 위한 추가 프로필, ISO/IEC 15444-12(JPEG 2000 베이스 미디어 포맷을 정의)에 정의되었다. 여기에는 미디어 데이터의 시간이 지정된 시퀀스에 대한 타이밍, 구조 및 미디어 정보가 포함된다.
이 표준은 ITU-T의 권장 사항 Recommendation T.802에서 다운로드할 수 있다.

## MPEG 대 MJ2
모션 JPEG 2000은 무조건 MPEG와 공존하도록 고안되었다. MPEG와 달리 MJ2는 프레임 간 코딩을 구현하지 않는다. 각 프레임은 JPEG 2000을 사용하여 독립적으로 코딩된다. 이로 인해 MJ2는 시간이 지남에 따라 오류 전파에 더 탄력적이고 확장성이 뛰어나며 네트워크 및 지점 간 환경에 더 적합하며 무작위 프레임 액세스와 관련하여 MPEG에 비해 추가적인 이점이 있다. 스토리지 및 대역폭 요구 사항이 증가한다.

## 역사
1997년부터 2000년까지 JPEG 2000 이미지 압축 표준은 스위스-이란 엔지니어 투라지 아브라함(Touradj Ebrahimi, 이후 JPEG 회장)가 의장을 맡은 JPEG(Joint Photographic Experts Group) 위원회에 의해 개발되었다. 정적 디지털 이미지에 대한 DCT(이산 코사인 변환) 기반 손실 압축 형식인 원본 1992 JPEG 표준과 달리 JPEG 2000은 모션 JPEG 2000 확장과 함께 모션 이미징 비디오 압축에 적용할 수 있는 DWT(이산 웨이블릿 변환) 기반 압축 표준이다. JPEG 2000 기술은 이후 2004년에 디지털 영화의 비디오 코딩 표준으로 선택되었다.

## 같이 보기
- 모션 JPEG